# Alexandru Vlahuță
Alexandru Vlahuță (n. 5 septembrie 1858, Pleșești, azi Alexandru Vlahuță, județul Vaslui — d. 19 noiembrie 1919, București) a fost un scriitor român, una dintre cele mai cunoscute cărți ale sale fiind România Pitorească, despre care Dumitru Micu spune că este un „atlas geografic comentat, traversat de o caldă iubire de țară”. Este un reprezentant al sămănătorismului, apogeul acestei orientări, în aprecierea lui Nicolae Iorga.

## Biografie

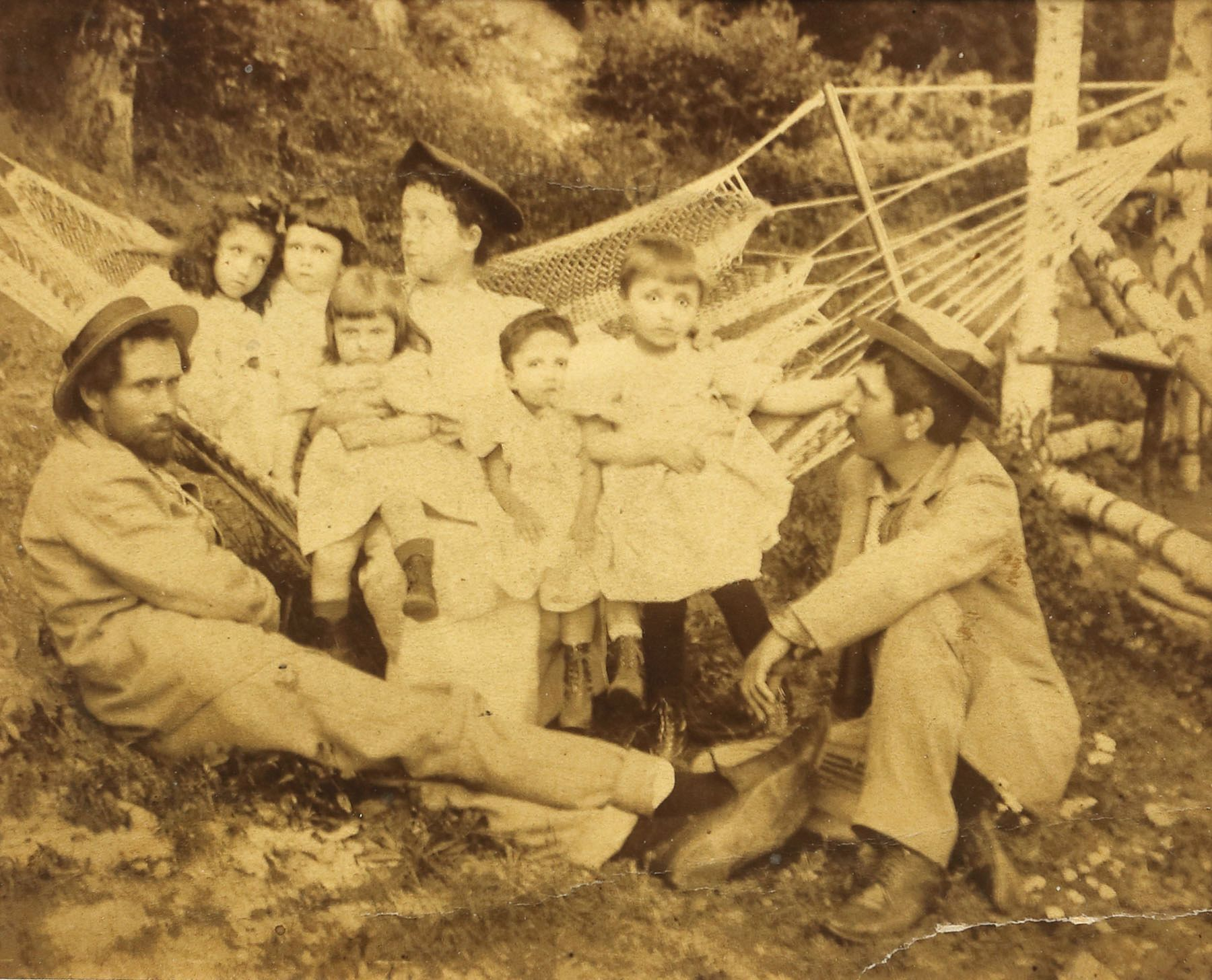
Alexandru Vlahuță (dreapta) cu familia lui Barbu Ștefănescu Delavrancea (1905)

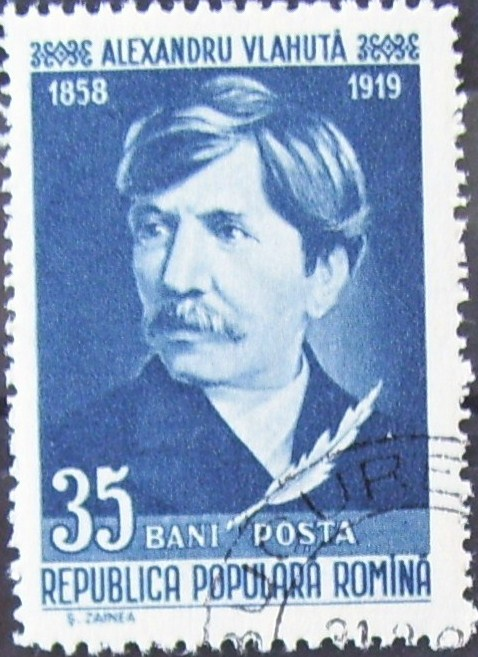
Timbru poștal românesc din 1958

S-a născut la 5 septembrie 1858 la Pleșești, fiu al unui mic proprietar de pământ. A urmat școala primară și liceul la Bârlad, între 1867 și 1878, susținând examenul de bacalaureat la București, în 1879. A urmat timp de un an cursurile Facultății de Drept din București, pe care le-a părăsit din cauza situației materiale precare, devenind institutor și apoi profesor la Târgoviște. Din 1884 până în 1893 a funcționat ca profesor la mai multe instituții de învățământ bucureștene (Școala Normală a Societății pentru Învățătura Poporului Român, Azilul „Elena Doamna”, Liceul „Sfântul Gheorghe”). În 1888 a fost revizor școlar pentru județele Prahova și Buzău. Editează revista Vieața (1893–1896), apoi Sămănătorul (1901), împreună cu George Coșbuc. Din 1901 a funcționat ca referendar la Casa Școalelor. În 1905 se căsătorește pentru a treia oară cu Ruxandra, fiica unui proprietar agrar din Dragosloveni, județul Râmnicu Sărat. În timpul Primului Război Mondial a locuit la Iași, apoi la Bârlad, unde era vizitat de tineri scriitori pe care îi îndruma cu solicitudine; unul dintre aceștia a fost V. Voiculescu.
Vlahuță a murit la București la 19 noiembrie 1919. Casa în care a locuit este astăzi Muzeul Memorial „Alexandru Vlahuță”.

## In memoriam
- Casa memorială „Alexandru Vlahuță” din Agapia,  Neamț
- Muzeul Memorial „Alexandru Vlahuță”, localitatea Dragosloveni, comuna Dumbrăveni, Vrancea
- Liceul Pedagogic „Alexandru Vlahuta”, Bârlad. În prezent se identifică  Liceul Pedagogic "Ioan Popescu".
- Colegiul Național „Alexandru Vlahuță”, Râmnicu Sărat
- Liceul Tehnologic „Alexandru Vlahuță”, Podu Turcului, Bacău
- Liceul Teoretic „Alexandru Vlahuță”, București, Sector 1
- Școala Gimnazială "Alexandru Vlahuță" Iași

### Proză
- 1886 - Nuvele
- 1892 - Din goana vieții
- 1894 - Dan
- 1895 - Un an de luptă
- 1895 - Icoane șterse (Nuvele și mintiri)
- 1897 - În vâltoare
- 1899 - Clipe de liniște
- 1901 - România pitorească
- 1908 - Din trecutul nostru
- 1908 - Din durerile lumii
- 1909 - File Rupte
- 1910 - Pictorul N. I. Grigorescu

### Poezie
- 1887 - Poezii
- 1894 - Poezii vechi și nouă
- 1895 - Iubire
- 1904 - Poezii (1880-1904)
- 1909 - Poezii (1880-1908)
- 1911 - La gura sobei
- 1914 - Dreptate
- 1915 - Poezii (1880-1915)

## Vezi și
- Casa memorială Alexandru Vlahuță de la Agapia